# Ołeksandriwka (rejon ołeksandriwski)
Ołeksandriwka – osiedle typu miejskiego w obwodzie donieckim na Ukrainie, siedziba władz rejonu ołeksandriwskiego.
Ludność miejscowości liczy około 4200 osób.